# Mérida (Spanyolország)
Mérida (ejtsd: [merida]; melléknév: emeritense, asztur-leóni és extremadurai nyelven Méria) egy város Spanyolországban, Extremadura autonóm közösség fővárosa. A város leginkább a római színházat és amfiteátrumot magában foglaló régészeti lelőhelyéről nevezetes, amelyet az UNESCO 1993-ban a világörökség részének nyilvánított. Lakossága 2017-ben 59 187 fő volt.

## Fekvése
Badajoz tartomány északi részén helyezkedik el.

## Története
A várost Augustus római császár alapította az ókori Via Delapidata és Via Augusta találkozási pontján i. e. 25-ben Emerita Augusta néven (erre utal a város mai neve) az emeritus római katonák részére. Lusitania római provincia fővárosa és egészen a Nyugat-Római Birodalom bukásáig fontos igazgatási központ volt. Ezt követően barbár törzsek támadták meg a nyugati gótok letelepedéséig, akik királyságuk fővárosává tették. 713-ban az arabok hódították meg Muza hadvezér vezetésével. 1230-ban IX. Alfonz leóni király keresztény csapatai foglalták vissza, azonban csak a katolikus királyok uralma alatt kezdte el visszanyerni politikai jelentőségét. 1983-ban Extremadura autonóm közösség fővárosa lett.

## Nevezetességei
Az UNESCO Világörökség részét képezik: 
- Római kori vízvezeték
- Római kori híd
- Római kori színház

## Híres emberek
- Itt született Alonso Guerrero Pérez spanyol író, esszéista, kritikus (1962 –)

## Testvérvárosai
- Mérida (Mexikó), 1992. szeptember 13. óta
- Mérida (Venezuela), 1990 óta

## Népesség
A település lakosságának változását az alábbi diagram mutatja:
| Lakosok száma | 51 056 | 52 110 | 53 915 | 55 568 | 57 797 | 59 049 | 59 187 | 59 335 | 59 324 | 59 857 |
|               | 2001   | 2003   | 2006   | 2008   | 2011   | 2013   | 2017   | 2019   | 2022   | 2024   |